# Endlessly
Endlessly es el segundo álbum de estudio de Duffy, la cantante de origen Galés. El álbum fue lanzado el 29 de noviembre de 2010 en el Reino Unido, por A&M Records.
A finales de enero del 2010 la Gestión de Rough Trade, que con Jeanette Lee habían sido los manágers de Duffy, anunciaron que ellos y la cantante se habían separado amistosamente con la empresa. El nuevo mánager de Duffy, dijo que la relación "profesional entre Duffy y la gestión de Rough Trade ha seguido su curso."
El 16 de septiembre, Duffy anunció el lanzamiento de su segundo álbum "Endlessly". El álbum fue grabado en Nueva York y Londres en el año anterior al anuncio. Duffy formó una asociación para componer canciones con Albert Hammond para el registro. Endlessly estuvo programado su lanzamiento al Reino Unido el 29 de noviembre de 2010. El primer sencillo del álbum se titula «Well, Well, Well» y cuenta con una sección rítmica del grupo de hip hop estadounidense de The Roots.